# Earth Defense Force: Insect Armageddon
Earth Defense Force: Insect Armageddon es un videojuego de disparos en tercera persona desarrollado por Vicious Cycle y publicado por D3 Publisher para los sistemas Xbox 360 y PlayStation 3. Un tiempo después, se puso a la venta una versión para Microsoft Windows. En Europa fue distribuido por Namco Bandai. Es un spin-off de la serie de videojuegos Earth Defense Force y no fue desarrollado por el equipo original japonés.
Fue puesto a la venta en América del Norte el 5 de julio de 2011, en Japón el 7 de julio de 2011 y en Europa el 22 de julio de 2011 en los sistemas PlayStation 3 y Xbox 360. La versión para Microsoft Windows se puso a la venta el 15 de diciembre de 2011.

## Sinopsis
Una poderosa raza de alienígenas, compuesta por insectos gigantes y robots enormes de extremo poder, han invadido la ciudad de Nueva Detroit y están causando destrozos y muertes allá donde pasan. El gobierno de los Estados Unidos envían a la unidad E.D.F., siglas de "Earth Defense Force", para luchar contra esta invasión.

## Sistema de juego
El jugador controla a un soldado raso miembro del comando Lightning Alha de la E.D.F. (Earth Defense Force), que lucha contra una oleada tras otra de gigantescos insectos y peligrosos robots enemigos. Los acontecimientos de Insect Armageddon tiene lugar en la ciudad de Nueva Detroit, el blanco de una invasión masiva de insectos gigantes que sólo la E.D.F. puede hacerles frente. Se aprecia una gran mejora en los gráficos con respecto al Earth Defense Force 2017, pero todavía conservan la física "arcade" de su predecesor. Los controles de vehículo se han mejorado, entre ellos tanques y "mechas" (robots bípedos) que se pueden tripulados por más de un jugador. Al derrotar enemigos, el jugador consigue créditos que puede canjear para comprar nuevo equipo y para subir de nivel.
Más de 300 armas están disponibles. Estas se pueden comprar utilizando un nuevo sistema de desbloqueo que reemplaza en parte el sistema de caída de objetos por parte de los enemigos de EDF2017, aunque algunas armas sólo se dejan caer por los enemigos "grandes". Hay disponibles cuatro clases diferentes de soldados para jugar, cada uno con funciones especiales y equipamiento exclusivo. Todos los colores de la armadura se pueden personalizar a gusto del jugador.
- Trooper Armor: La armadura Trooper es la estándar, prácticamente es la misma que en todos los juegos de la serie. Tiene acceso a más armas que cualquier otra clase, y habilidades mejorables que le permiten ser muy versátil. La Trooper es también la única armadura disponible en el modo "Survival".

- Jet Armor: La armadura Jet es un traje que se puede adquirir para llevar la lucha a los cielos (permite volar grandes distancias). Se utiliza energía para reponer las armas. El jet pack permite el movimiento rápido a través del mapa de cualquier clase, aunque también su defensa es la más débil de todas.

- Tactic Armor: Esta armadura cumple una función de apoyo, y es la única clase que puede desplegar torretas, minas y mejorar el radar. A medida que sube de nivel, puede acceder a artilugios más poderosos.

- Battle Armor: La armadura Battle transforma al jugador en una auténtica máquina de destrucción. Su movimiento es lento pero contundente, va equipado con un escudo de energía portátil y pueden equipar algunas de las armas más poderosas en el juego. La Battle también puede liberar toda su energía acumulada en una explosión eléctrica masiva, dañando todo lo que esté cerca de él.

Se puede jugar en solitario, con dos jugadores a pantalla partida en vertical, y también en multijugador en línea, con hasta cuatro jugadores al mismo tiempo, en todos los modos de juego. Dispone también de un modo "Survival" (Supervivencia) en el que pueden participar hasta seis jugadores en línea. En este modo, sólo está disponible la armadura Trooper, y la misión consiste en sobrevivir a oleadas infinitas de enemigos.
Incluye tres niveles de dificultad: "Normal", "Hard" (difícil) e "Inferno" (experto). Al completar el modo "Campaign" (campaña) por primera vez, compuesta por quince misiones, se desbloquea el modo "Campaign Remix", con las mismas misiones pero con enemigos aleatorios (por ejemplo, en las primeras misiones pueden aparecer enemigos poderosos de las últimas fases).

## Recepción
Earth Defense Force: Insect Armageddon recibió críticas medianamente positivas, con una puntuación de 68 sobre 100 en Metacritic. MMGN dio al juego una puntuación de 7,0/10, con comentarios como que era "simple pero intensamente gratificante", aunque "le falta variedad y profundidad".